# Companion
Companion er en amerikansk thriller fra 2024, der er skrevet og instrueret af debutanten Drew Hancock. Filmen fik generelt positive anmeldelser i både USA og Danmark.

## Handling
Filmen foregår under seks bekendtes weekendophold i en afsides beliggende ejendom. Opholdet udvikler sig kaotisk og uhyggeligt, især fordi en af dem er en såkaldt selskabsrobot (på engelsk betegnet companion robot eller mere bramfrit fuckbot) - en androide af den mere avancerede slags, der ligner et rigtigt menneske på en prik og kun kan tale sandt.

## Medvirkende
- Sophie Thatcher som Iris
- Jack Quaid som Josh
- Lukas Gage som Patrick
- Megan Suri som Kat
- Harvey Guillén som Eli
- Rupert Friend som Sergej

## Modtagelse

### USA
På det amerikanske websted Rotten Tomatoes, der opsummerer amerikanske mediers filmanmeldelser, var 90 % af de 41 indsamlede anmeldelser positive med en gennemsnitlig vurdering på 7,4 ud af 10 mulige point.

### Danmark
Filmmagasinet Ekko gav filmen fire stjerner ud af seks og skrev, at der både var nerve og kompleksitet over "oprørsk robot-thriller, der suger tilskueren dybt ind i dramaet, mens blodet sprøjter." Dagbladet Information skrev, at filmen var både voldsom og voldsomt underholdende, og at den føjede sig fornemt til det foregående halve snes års række af film om kvinder, der kæmpede for at frigøre sig fra dominerende mænd. Berlingske tildelte fem hjerter og mente, at den havde en forfriskende kynisk-satirisk tone og en intelligent handling, som gjorde den det hidtil bedste skud på stammen i den minigenre, der handler om kunstig intelligens og menneskelignende robotter. Jyllands-Posten (fire hjerter) kaldte den en spændende thriller om kærlighed og kunstig intelligens med op til flere overraskelser i ærmet.